# Земля після нашої ери
«Земля після нашої ери» (англ. After Earth) — американський науково-фантастичний бойовик режисера М. Найт Ш'ямалана (також був сценаристом), що вийшов влітку 2013 року.
Продюсуванням картини зайнялися Джеймс Ласситер, Кейліб Пінкетт і Вілл Сміт. В Україні прем'єра відбулася 6 липня 2013 року.

## Сюжет
Через 1000 років людство живе на планеті Нова Прайм, куди воно переселилося з забрудненої та виснаженої Землі. Проте планета вже виявилася зайнятою, іншопланетяни використали проти людей чудовиськ урсів. Ці сліпі істоти орієнтувалися на феромони, що виділяються при страху у всіх людей. Виняток становили безстрашні Рейнджери, найвидатнішим з яких став Сайфер Рейдж.
Підліток Китай, син Сайфера, не проходить іспити на Рейнджера, чим розчаровує свого суворого батька. Сайфер готується до відставки, але перед цим вирушає в політ до іншої планети. Дружина переконує Його, що Китай потребує уваги Сайфера як батька, а не командира. Той бере сина в політ. На борту космічного корабля Китай дізнається, що там перевозять урсу. Дорогою судно потрапляє в астероїдне поле і здійснює аварійний стрибок, опинившись біля Землі. При аварійній посадці корабель розбивається, виживають лише Китай і Сайфер, що отримав поранення. Батько доручає Китаю знайти маяк та послати сигнал про допомогу. Сайфер показує маршрут до іншого уламка корабля і застерігає ночувати біля гарячих джерел, адже ночі на Землі дуже холодні.
На шляху до маяка Китаю доводиться тікати від зграї бабуїнів. Тікаючи, він підчипляє паразита, через отруту якого ледве встигає дістатися до джерела, і втрачає частину провіанту. По радіо Сайфер вчить сина, що страху не існує, він лише плід уяви. Наступного дня виявляється, що на дорогу не вистачить припасів, батько наказує повернутися. Згадуючи як не зміг врятувати сестру від урси, Китай вирішує продовжити подорож.
Китая схоплює велетенський птах і приносить до свого гнізда. Користуючись нападом звіра, підліток проганяє його і тікає, чим рятує пташенят. Тим часом батько довідується, що урса на свободі. Син ховається в печері, де складає новий маршрут. Сон про сестру рятує йому життя, спонукаючи прокинутись, коли настають морози. Китай не встигає втекти та непритомніє. Проте його накриває собою птах, при цьому замерзнувши.
Діставшись до уламків корабля, Китай знаходить маяк, але його сигнал заслабкий. Кокон урси виявляється порожнім, але хлопець вирішує йти далі. Він видирається на гору, де зустрічає урсу. Спершу він намагається тікати, але істота відчуває його страх і повсюди переслідує. На вершині Китай пересилює свій страх, завдяки чому зникає для урси. Китай вбиває чудовисько, після чого відправляє сигнал.
За якийсь час Китай зустрічається з батьком після його лікування. Той дякує сину, визнаючи його сміливцем, і приймає рішення повернутися додому, щоб воз'єднати родину.

## У ролях
| Актор             |                         | Персонаж                                 | Роль                         |
| ----------------- | ----------------------- | ---------------------------------------- | ---------------------------- |
| Вілл Сміт         | англ. Will Smith        | Сайфер Рейдж (англ. Cypher Raige)        | генерал, батько Китая Рейджа |
| Джейден Сміт      | англ. Jaden Smith       | Китай Рейдж (англ. Kitai Raige)          | син Сайфера Рейджа           |
| Ізабель Фурман    | англ. Isabelle Fuhrman  | Рейна (англ. Rayna)                      |                              |
| Зої Кравіц        | англ. Zoë Kravitz       | Сенші Рейдж(англ. Senshi Raige)          |                              |
| Крістофер Гів'ю   | англ. Kristofer Hivju   |                                          | начальник служби безпеки     |
| Девід Денман      | англ. David Denman      | МакКворі (англ. McQuarrie)               | рядовий МакКворі             |
| Кріс Ґір          | англ. Chris Geere       | Геспер навігатор(англ. Hesper Navigator) |                              |
| Софі Оконедо      | англ. Sophie Okonedo    | Файа Рейдж (англ. Faia Raige)            |                              |
| Діего Клаттенгофф | англ. Diego Klattenhoff | рейнджер-ветеран(англ. Veteran Ranger)   |                              |
| Ґленн Моршавер    | англ. Glenn Morshower   | рейнджер-ветеран(англ. Commander Velan)  | командир Велан               |

## Виробництво картини
Спочатку сценарій до фільму написав Ґері Вітта (англ. Gary Whitta), проте його переробив режисер картини, щоб той відповідав його потребам, а Стівен Ґеґен (англ. Stephen Gaghan) зробив його придатним для процесу фільмування. Знімання проводили цифровою камерою CineAlta F65 від Sony.

## Сприйняття

### Критика
На сайті Rotten Tomatoes фільм має 11 % позитивних рецензій критиків і 36 % від пересічних глядачів. Фільму зарахований «гнилий помідор» від кінокритиків і «розсипаний попкорн» від глядачів як негативні оцінки. На Internet Movie Database середня оцінка — 5,0/10 (96 311 голосів), на Metacritic — 33/100 (41 відгук критиків) і 3,9/10 від глядачів. Загалом на цьому ресурсі від критиків і від глядачів фільм отримав негативні відгуки.
Ентоні Квінн із «The Independent» розкритикував спецефекти та сумнівну мораль: «Ефекти — це «гуманітарка» «Чужих» і «Зоряного шляху», поєднана зі звичайними проповідями Ш'ямалана про Особистий ріст. «Страх — це вибір», — стверджує Великий Начальник Сміт. Ну, насправді це інстинкт, але давайте не будемо вдаватися в це, інакше ми будемо тут цілий день — приблизно стільки, скільки, здається, триває цей фільм».
Девід Едвард у рецензії «Mirror» відгукнувся, що гра Джейдена Сміта беземоційна, а «Сміт-старший не набагато кращий і значну частину фільму проводить не граючи, а вимовляючи смішні банальності про подолання страху, які змусять почервоніти навіть Рона Габбарда. Назвати „Землю після нашої ери“ найгіршим фільмом, який коли-небудь був знятий, може бути перебільшенням, але це зона катастрофи чорнобильського масштабу».
Крістофер Тукі в матеріалі для «Daily Mail» описав фільм як просто нудний та низькоякісний: «Діалоги банальні та поставлені з ходульними акцентами. Структура схожа на дуже нудну відеогру, створену кимось, хто колись дивився „Володаря перснів“. Комп'ютерно згенеровані спецефекти різкі: це найгірше, що я бачив у будь-якому нещодавньому блокбастері, і непробачно дилетантські. Але особливо примітний нерішучий сценарій. На відміну від попередніх фільмів Ш'ямалана, тут навіть немає спроби твісту. Протягом усієї другої частини роботичний Вілл Сміт намагається не впасти в кому. Йому це вдається, але я не дуже впевнений щодо авдиторії».
Як зазначав Девід Едельштейн із «Vulture», попри всі недоліки фільму, з нього принаймні можна посміятися. Також відзначалося, що режисер вдало вчинив, мало акцентуючись на зображенні загрози для Китая, що робить її страшнішою (і як це вже робилося в фільмі «Знаки»). На думку редактора, фільм влучно обігрує поширений американський страх перед нападами астми в дітей (Китай повинен користуватися спеціальними картриджами для дихання). Тож у підсумку «За мірками останніх фільмів М. Найта Ш'ямалана „Земля після нашої ери“, як не дивно, не жахлива».
Американське видання «Film» у 2021 році зарахувало «Землю після нашої ери» до 15-и найгірших науково-фантастичних фільмів останніх 20-и років.

### Касові збори
Під час показу в Україні, що стартував 6 червня 2013 року, протягом першого тижня фільм показали у 135 кінотеатрах і він зібрав 917,369 $, що на той час дозволило йому зайняти 1 місце серед усіх прем'єр. Показ стрічки протривав 8 тижнів і завершився 28 липня 2013 року. За цей час стрічка зібрала 1,839,069 $. Із цим показником стрічка зайняла 17 місце у кінопрокаті за касовими зборами в Україні.
Під час показу у США, що розпочався 31 травня 2013 року, протягом першого тижня фільм показали у 3,401 кінотеатрі і він зібрав 27,520,040 $, що на той час дозволило йому зайняти 3 місце серед усіх прем'єр. Показ фільму протривав 80 днів (11,4 тижня) і завершився 18 серпня 2013 року. За цей час фільм зібрав у прокаті у США 60,522,097  доларів США, а у решті світу 183,321,030 $ (за іншими даними 183,851,101 $), тобто загалом 243,843,127 $ (за іншими даними 244,373,198 $) із бюджетом 130 млн.

## Про фільм

### Цікаві факти[17]
- Це другий фільм, де батька і сина грають Вілл Сміт і Джейден Сміт (справжні батько і син). Першим був «У гонитві за щастям».
- Це перший цифровий фільм М. Найта Ш'ямалана.

## Відео
- Земля після нашої ери. Перший трейлер [Архівовано 13 квітня 2014 у Wayback Machine.]